# Barenaked Ladies
I Barenaked Ladies (spesso si usa l'abbreviazione BNL o BnL) è un gruppo alternative rock canadese composto fino al 2009 da 5 artisti: Jim Creeggan, Kevin Hearn, Ed Robertson, Tyler Stewart e Steven Page che lascia il gruppo per intraprendere la carriera solista (in passato anche da Andy Creeggan). Si forma a Scarborough (Ontario) nel 1988 e raggiunge il successo a Toronto nel 1990 con una cassetta autoprodotta. Sono molto conosciuti per i loro singoli (Tra cui One Week, Pinch Me, If I had $ 1000000 e Brian Wilson), per la sigla della sitcom The Big Bang Theory (The History of Everything) e per lo stile "divertente" delle loro esibizioni. Hanno venduto almeno 15 milioni di dischi fra singoli e album.

## Origini
All'inizio i Barenaked Ladies erano formati da due soli elementi: Ed Robertson e Steven Page. I due avevano frequentato la stessa scuola, ma non la stessa classe perché Robertson era di un anno più anziano. Si incontrano ad un concerto di Peter Gabriel svoltosi all'Harvey Restaurant, si conoscono e scoprono di avere gusti molto simili. I due diventano amici e Steve, quando si ritrova con un biglietto in più per il concerto di Bob Dylan, invita Ed e insieme assistono allo spettacolo dell'Exhibition Stadium (molto probabilmente il 29 agosto 1988). È il periodo in cui il gruppo di Bob Dylan è guidato da G.E. Smith e a loro non piace molto; Robertson addirittura descrive l'esibizione come orribile. I due si vogliono divertire, si fingono critici musicali e iniziano ad inventare storie sul gruppo di Bob Dylan attribuendogli anche nomi di fantasia; uno di questi è, appunto, "Barenaked Ladies".
Robertson aveva accettato di esibirsi con il suo gruppo in una competizione tra band al Nathan Philips Square per una manifestazione. Il gruppo però si scioglie proprio quando Ed riceve la telefonata di conferma per la sua partecipazione, lui risponde che il nome del gruppo è cambiato in "Barenaked Ladies", ricordando il concerto di Bob Dylan; quindi chiama Page e gli chiede se vuole intervenire con lui. Lo show si svolge il 1º ottobre 1988, ma invece di competere i due danno spettacolo sul palco. Vengono notati e sono invitati ad aprire un'altra manifestazione locale molto importante, il Razorbacks. Anche in questo caso si divertono molto, soprattutto improvvisando. Nel 1989 realizzano Buck Nacked, registrato in scantinati e in camere da letto. Una sera, a Toronto, Ed e Steve invitano dei loro amici, il percussionista Andy Creeggan e il bassista Jim Creeggan, che entrano a far parte del gruppo. Con il loro arrivo nasce nel 1990 Barenaked Lunch, una registrazione eseguita in modo poco corretto.
Dopo sei mesi Andy parte per l'Ecuador e la band perde il suo percussionista, sostituito in estate da Tyler Stewart. Durante l'assenza di Andy il gruppo guadagna una certa attenzione vincendo gli YTV Achievement Awards. Al suo ritorno nel 1991, Andy prova ad avvicinarsi alle tastiere, pur divertendosi ancora con le percussioni (solitamente congas) in alcune canzoni. Il gruppo intraprende molto velocemente il primo tour in Canada.

## Il successo iniziale in Canada
La prima canzone realizzata dalla formazione a 5 è Yellow Tape nel 1991. Il gruppo spende dai 20.000 ai 30.000 $ per inviarne una copia a tutte le etichette discografiche canadesi, ma nessuna mostra il minimo interesse; tuttavia, grazie al passaparola la gente inizia a richiederla tanto che i Barenaked Ladies ottengono con questo brano il Disco di Platino in Canada.

## Il distacco da Page
Il 24 febbraio del 2009 Steven Page annuncia di lasciare i Barenaked Ladies per seguire una carriera solista. I restanti quattro membri della band continuano come quartetto. Successivamente ha affermato di non avere intenzione di tornare insieme ai suoi vecchi compagni.

## Discografia
- Buck Naked 1989
- Barenaked Lunch aka The Pink Tape 1990
- The Yellow Tape 1991
- Variety Recordings 1991
- Gordon 1992
- Maybe you should drive 1994
- Born On A Pirate Ship 1996
- Shoe Box 1996
- Rock Spectacle 1996
- Stunt 1998
- Maroon 2000
- Disc One: All Their Greatest Hits 1991-2001, 2001
- Everything to Everyone 2003
- Barenaked for the Holidays 2004
- As You Like It 2005
- Barenaked for the Holidays 2005
- Barenaked on a Stick 2005
- iTunes Originals - Barenaked Ladies 2006
- Barenaked Ladies Are Me 2006
- Barenaked Ladies Are Men 2007
- Snacktime! 2008
- All in Good Time 2010
- Stop Us If You've Heard This One Before 2012
- In Flight 2023

### Singoli
- 1991
  - Be My Yoko Ono, dopo incluso in Gordon
  - Lovers In A Dangerous Time
- 1992
  - Enid (Barenaked Ladies song
  - Brian Wilson
  - What a Good Boy
- 1993
  - Be My Yoko Ono
  - If I Had $1000000
  - Fight the Power
- 1994
  - Jane
- 1995
  - Alternative Girlfriend
  - A
  - Shoe Box
- 1996
  - If I Had $1000000
  - Grim Grinning Ghosts
- 1997
  - The Old Apartment
  - Brian Wilson
  - Govatsos Shuffle
- 1998
  - Brian Wilson
  - One Week
  - It's All Been Done
- 1999
  - Alcohol
  - Call and Answer
  - Get In Line
- 2000
  - Pinch Me
  - If I Had $1000000
- 2001
  - Too Little Too Late
  - Falling for the First Time
  - Thanks That Was Fun
- 2002
  - It's Only Me
- 2003
  - Another Postcard
- 2004
  - Maybe Katie
  - Testing 1, 2, 3
  - Celebrity
  - War On Drugs
  - For You
  - God Rest Ye Merry Gentlemen
  - Christmastime (Oh Yeah)
  - Green Christmas
  - Elf's Lament
- 2005
  - One Little Slip
- 2006
  - Easy
  - Wind It Up
- 2007
  - Sound of Your Voice
- 2010
  - You Run away

## DVD/Video
- Barenaked In America (non realizzato dal gruppo)
- Too Little Too Late
- Barelaked Nadies
- The Barenaked Truth (non realizzato dal gruppo)

## I componenti attuali del gruppo

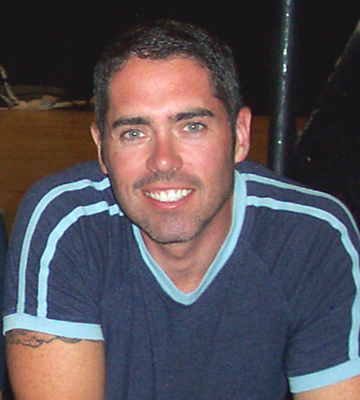
Ed Robertson, voce e chitarra.
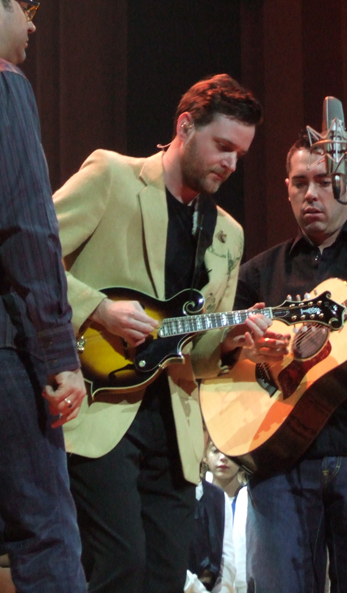
Kevin Hearn tastiere, chitarra, voce.
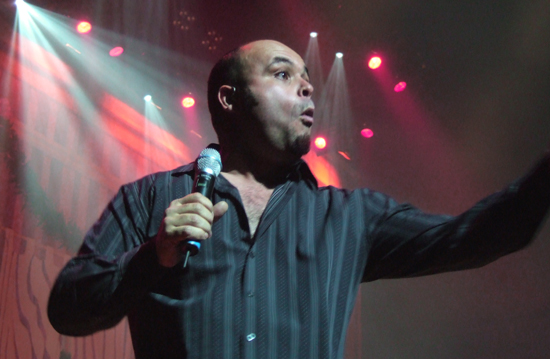
Tyler Stewart batteria, controvoce
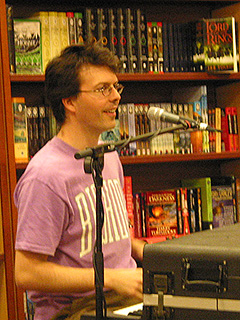
Jim Creeggan basso, tastiere, voce.